# پاول مک لارن
پاول مک لارن (انگلیسی: Paul McLaren؛ زادهٔ ۱۷ نوامبر ۱۹۷۶) بازیکن فوتبال اهل بریتانیا است.
از باشگاه‌هایی که در آن بازی کرده‌است می‌توان به باشگاه فوتبال ترانمره راورز، باشگاه فوتبال روترهام یونایتد، باشگاه فوتبال برادفورد سیتی، باشگاه فوتبال آکسفورد یونایتد، باشگاه فوتبال لوتون تاون، و باشگاه فوتبال شفیلد ونزدی اشاره کرد.